# Abarta
Abarta (irisch: „Vollbringer von Taten“) ist eine zu den Túatha Dé Danann zählende Sagengestalt der keltischen Mythologie Irlands.

## Mythologie
Nachdem die Túatha Dé Danann von den Milesiern in die Anderswelt vertrieben worden waren, traten sie nur mehr gelegentlich dem Menschen gegenüber in Erscheinung. So tat es einmal Abarta, um dem Helden Finn MacCool einen Streich zu spielen. Dieser zog mit seinen Kriegern, den Fianna, einher und Abarta bot sich ihm als Diener an. Finn akzeptierte das Angebot und gab ihm den Beinamen Gialla Decair (irisch: „Fauler Diener“). Als vertrauensbildendes Geschenk brachte Abarta ein gewaltiges graues Pferd mit. Nur mit großer Mühe gelang es den Kriegern das Pferd aufzuzäumen und dann weigerte es sich auch nur einen Huf zu bewegen, wenn ein Reiter aufsaß. Erst als vierzehn der Fianna aufgesessen waren, machte es zaghafte Anstalten sich zu bewegen. Doch kaum war als fünfzehnter Reiter Abarta aufgesprungen, schnellte das Pferd in wildem Galopp davon, ungeachtet, dass es noch einen weiteren Krieger an seinem Schweife nachschliff.
Abarta brachte die Krieger, wie es der Zweck seines Erscheinens auf der Erde war, auf diese Weise in die Anderswelt.
Die zurückgebliebenen Fianna verfolgten das Pferd in einem Zauberschiff und dank ihres besten Spurensuchers Foltor, einem Recken des Finn MacCool, gelang es, die Flüchtigen in der Anderswelt aufzufinden. Abarta wurde gezwungen, die Gefangenen freizugeben, er selbst musste, der gekränkten Ehren halber, sich selbst am Schwanz des Pferdes nach Irland ziehen lassen, ehe wieder Frieden einzog.